# Дягель, Владимир Михайлович

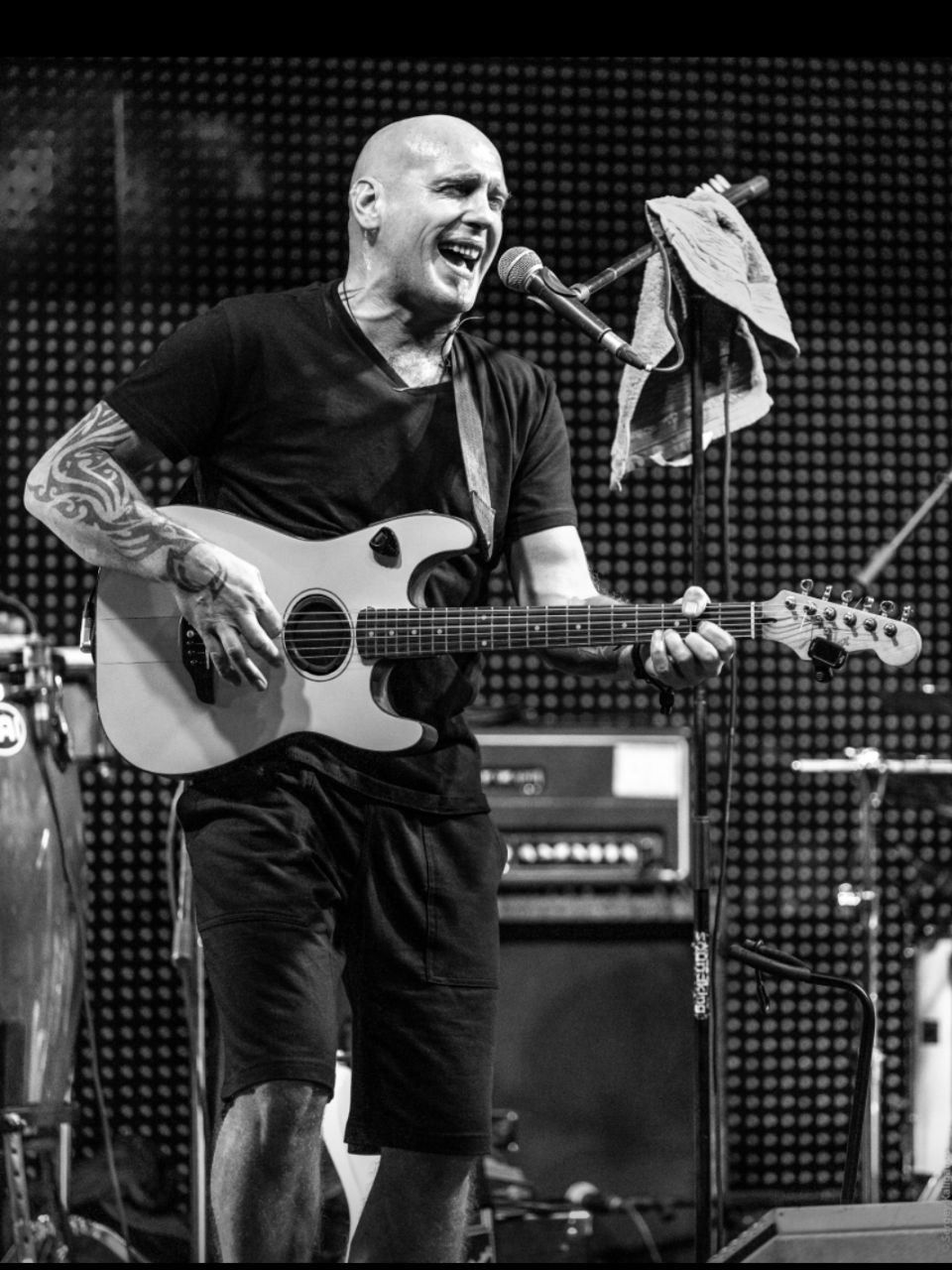
Выступление Владимира Дягеля на фестивале «Нашествие» в 2019-м году.

Владимир Михайлович Дягель — российский музыкант, вокалист, гитарист, барабанщик, киноактёр.

## Биография
Родился 14.06.1967 в городе Дубна в семье инженеров. В детстве занимался воздушной гимнастикой на ловиторах при местном цирке. В 1979 году случайно оказался на репетиции школьного ансамбля его старшего брата. Дягель долго присматривался к барабанам, ходил вокруг да около, а потом сел за них и начал играть. В 1981 году, учась в восьмом классе, получил приглашение стать барабанщиком настоящего взрослого ансамбля.
Впоследствии, в 1982 году в возрасте 14 лет Дягель получил приглашение Сергея Попова стать участником профессиональной группы «Жар-птица», тем самым став одним из самых молодых профессиональных барабанщиков в СССР. В 1983 году был записан и выпущен первый магнитоальбом с участием Дягеля.
Дягель работает «Жар Птице» до 1985 года. Попав под призыв в армию Дягель уходит на военную службу и проходит её сначала в городе Бердичев, а после в ЧСР, где проводит около 1 года.
После увольнения из армии в 1987 году Дягель возвращается в коллектив группы «Жар Птица», которая к этому моменту уже носит название «Алиби». На тот момент группа работает в рамках деятельности Московской Рок-лаборатории. Сергей Попов снова берёт Владимира на работу в коллектив, но на этот раз в качестве второго барабанщика. На фестивале Московской Рок-лаборатории в 1987 году был отработан концерт в два барабана. Фестиваль длился три дня и в его рамках выступили практически все активно действующие на тот момент советские рок-группы Рок-лаборатории. В их числе была и группа «Монгол Шуудан». Так состоялась первая встреча Владимира Дягеля с группой, в которой ему предстоит стать полноценным участником через семь лет. В группе «Алиби» Дягель оставался на вторых ролях пока ему это не надоело, после чего в 1992 году он покинул коллектив.
Осенью 1992 года Дягель принял участие в съёмках клипа "Весенний дождь" начинающей певицы Кати Чуприниной, известной сегодня как Катя Лель. Съёмки проходили в Дубне на базе местной телекомпании "Студия-7", а также в студии группы "Алиби". В клипе Дягель сыграл воздыхателя Кати.
В 1992 году для Дягеля начинается сложный период музыканта без собственной группы. Он «сидит на объявлениях», играет как сессионный музыкант, пробуется на репетициях множества коллективов и групп, но везде не находит ничего постоянного. В конце 1993 года принимает решение обменять свою барабанную установку на возможность использовать студию группы «Ария», находящейся в Доме культуры «Чайка». Дягель в течение полугода по 2-3 раза в неделю посещает студию для собственных репетиций в надежде быть замеченным и получить приглашение участвовать в новом профессиональном музыкальном коллективе. Ожидания оправдались. Дягелю начинают поступать приглашения и он решает принять участие в работе сразу двух групп — «Лисица кицунэ» и «Монгол Шуудан». «Лисица» со временем распалась, а «Монгол Шуудан», существует и по сей день.
В 1994 Дягель становится основным барабанщиком группы «Монгол Шуудан», оставаясь участником коллектива до 2002 года. В 2002 году творческая неугомонность и желание двигаться дальше стилистических рамок коллектива, толкает Владимира на создание собственной группы — Дягель & Монголы. Новый коллектив формируется из технического состава и музыкантов «Монгол Шуудана»: Александр Риконвальд — гитара; Виктор Романов — труба; Олег Пронин — саксофон). К коллегам также присоединяются Игорь «Кнут» Куликов — бас-гитара и Евгений Никонов — ударные.
Группа быстро начинает обширную концертную деятельность. В гастрольном графике Россия, Литва, Украина, Белоруссия, Чехия. В графике клубные концерты и выступления на различных музыкальных фестивалях, в том числе на фестивале «Нашествие» в 2020-м году. Группа «Дягель & Монголы» выпускает 4 студийных и 1 «живой» альбом, записанный на выступлении в легендарном московском клубе «Tabula Rasa», снимают два видеоклипа.
В 2004 году Владимир Дягель получает приглашение принять участие в съёмках кинофильма «Бой с тенью» с где в главной роли снимается Денис Евгеньевич Никифоров. Съёмка фильма стала причиной появления идеи и сценария клипа к песне «Мандариновый закат».
Новый музыкальный проект Дягеля получает название The Dyagel и стартует в мае 2015 года с музыкальной композиции «Я боюсь не успеть», на которую в июне 2016 года был снят клип. В 2019-м году группа The Dyagel принимает участие в юбилейном 20-м фестивале «Нашествие», а к группе присоединяются музыканты Артём Серяков — тромбон, Олег Масляков — труба и Светлана Салманова — клавишные.
В 2015 году Владимир Дягель в качестве артиста дубляжа озвучил все музыкальные партии Дмитрия Нагиева в фильме «Самый лучший день».

## Дискография
- 1982 год — группа «Жар-птица», альбом «Рокодром», барабаны
- 1987-89 годы — группа «Алиби», барабаны
- 1993 год — группа «Лисица Кицунэ», барабаны
- 1995 год — группа «Монгол Шуудан», альбом «Черезчур», барабаны
- 1996 год — группа «Монгол шуудан», альбом «Истина», барабаны. Музыкальный клип «Москва»
- 1999 год — группа «Монгол шуудан», альбом «Абрикосы», барабаны. Музыкальный клип «Цыганская»)
- 2001 год — группа «Монгол Шуудан», альбом «Скатертью дорога», барабаны
- 2002 год — группа «Монгол Шуудан», альбом «Свобода или смерть», барабаны
- 2003 год — группа «Дягель & Монголы», альбом «Эх..!», вокал, барабаны
- 2004 год — группа «Дягель & Монголы», альбом «Live in Tabula Rasa», вокал, гитара
- 2005 год — группа «Дягель & Монголы», альбом «Место под солнцем», вокал, гитара, барабаны
- 2006 года — группа «Дягель & Монголы», альбом "Эшелон «Е», вокал, барабаны. Музыкальный клип «Мандариновый закат».
- 2007 год — группа «Дягель & Монголы», альбом «Мандариновый закат», вокал, гитара, барабаны

## Фильмография
- 2005 год — «Бой с тенью», режиссёр Алексей Сидоров
- 2007 года — «Бой с тенью 2: Реванш», режиссёр Антон Мегердичев
- 2011 год — «Бой с тенью 3D: Последний раунд», режиссёр Алексей Сидров
- 2010 год — «Без права на ошибку», сериал 4 серии, режиссёр Александр Высоковский
- 2014 год — «Жертва», режиссёр Ася Коренева
- 2015 год — «Самый лучший день», режиссёр Жора Крыжовников, вокальные партии за Дмитрия Нагиева
- 2015 год — «Казаки 21 века», серия фильмов авторского исследовательского проекта, соавтор ведущий